# Масерија ла Рипа (Беневенто)
Масерија ла Рипа је насеље у Италији у округу Беневенто, региону Кампанија.
Према процени из 2011. у насељу је живело 21 становника. Насеље се налази на надморској висини од 722 м.